# Xiao Yaqing

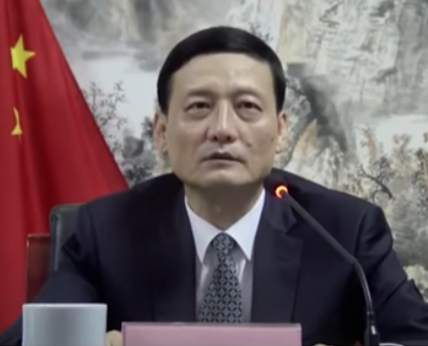
Xiao Yaqing

Xiao Yaqing (chinesisch 肖亚庆; * September 1959 in Peking) ist ein Politiker der Kommunistischen Partei Chinas (KPCh) in der Volksrepublik China. Er war unter anderem zwischen 2004 und 2009 Vorstandsvorsitzender und Hauptgeschäftsführer der Aluminum Corporation of China (CHALCO) sowie von 2016 bis 2019 Direktor der Kommission zur Kontrolle und Verwaltung von Staatsvermögen. 2020 wurde er Minister für Industrie und Informationstechnik im Staatsrat der Volksrepublik China wurde. Am 28. Juli 2022 wurde gegen Xiao von der Zentralen Disziplinarkommission der KP Chinas, dem internen Disziplinarorgan der Partei, und der Nationalen Aufsichtskommission, der höchsten Antikorruptionsbehörde Chinas, ein Ermittlungsverfahren wegen mutmaßlicher „Verletzung der Disziplin und von Gesetzen“ eingeleitet.

## Leben

### Ingenieur, Vorstandsvorsitzender der CHALCO und stellvertretender Generalsekretär des Staatsrates
Xiao Yaqing, der zum Han-Volk gehört, begann nach dem Schulbesuch 1978 ein Studium an der Abteilung für Materialien des Zentral-Süd-Instituts für Bergbau und Metallurgie, der heutigen Universität Zentral- und Südchinas in Changsha. Er wurde 1981 Mitglied der Kommunistischen Partei Chinas (KPCh) und war nach Abschluss des Studiums 1982 als Ingenieur und Leitender Ingenieur in verschiedenen Unternehmen in Harbin und Chongqing tätig. Er war Delegierter auf dem 16. Parteitag der Kommunistischen Partei Chinas (8. bis 14. November 2002).
2004 löste Xiao Guo Shengkun als Vorstandsvorsitzender und Hauptgeschäftsführer der Aluminum Corporation of China (CHALCO) ab und hatte diese Funktion bis 2009 inne, woraufhin Xiong Weiping seine Nachfolge antrat. Zugleich fungierte er zwischen 2004 und 2009 als Sekretär der Parteiführungsgruppe von CHALCO. Auf dem 17. Parteitag der KPCh (15. bis 21. Oktober 2007) wurde er Kandidat des Zentralkomitee der Kommunistischen Partei Chinas (ZK der KPCh) und behielt diese Funktion bis 2012. Nach Beendigung seiner Tätigkeit bei CHALCO war er zwischen dem 16. Februar 2009	und Februar 2016 einer der stellvertretenden Generalsekretäre des Staatsrates der Volksrepublik China. Während dieser Zeit wurde er auf dem 18. Parteitag der KPCh (8. bis 14. November 2012) zum Mitglied des Zentralen Disziplinarkommission der KP Chinas gewählt und gehörte diesem Gremium bis 2017 an. Zugleich fungierte er zwischen 2013 und 2016 auch als stellvertretender Direktor der Führungsgruppe des Staatsrates zur Förderung der Entwicklung mittlerer und kleiner Unternehmen sowie von 2015 bis 2016 zudem als stellvertretender Direktor der Führungsgruppe der Nationalen Bauwirtschaft zur Herstellung eines mächtigen Landes.

### Minister und Ermittlungsverfahren 2022
Als Nachfolger von Zhang Yi übernahm Xiao Yaqing am 1. Februar 2016 den Posten als Direktor der Kommission zur Kontrolle und Verwaltung von Staatsvermögen und behielt diesen bis zu seiner Ablösung durch Hao Peng am 17. Mai 2019. Auf dem 19. Parteitag der KPCh (18. bis 25. Oktober 2017) wurde er ferner zum Mitglied des ZK der KPCh gewählt. Am 17. Mai 2019 wurde er als Nachfolger von Zhang Mao Direktor der Staatlichen Verwaltung für Marktregulierung und verblieb in dieser Funktion bis zu seiner Ablösung durch Zhang Gong am 12. August 2021.
Gleichzeitig löste Xiao am 11. August 2020 Miao Wei als Minister für Industrie und Informationstechnik im Staatsrat der Volksrepublik China wurde.
Am 28. Juli 2022 wurde gegen Xiao von der Zentralen Disziplinarkommission der KP Chinas, dem internen Disziplinarorgan der Partei, und der Nationalen Aufsichtskommission, der höchsten Antikorruptionsbehörde Chinas, ein Ermittlungsverfahren wegen mutmaßlicher „Verletzung der Disziplin und von Gesetzen“ eingeleitet. Daraufhin übernahm Jin Zhuanglong am 28. Juli 2022 das Amt als Minister für Industrie und Informationstechnik.